# ピアノ協奏曲第5番 (サン＝サーンス)
ピアノ協奏曲第5番 ヘ長調 作品103 は、カミーユ・サン＝サーンスが1896年に作曲したピアノ協奏曲であり、作曲者による最後のピアノ協奏曲である。『エジプト風』の愛称で知られる。

## 概要
サン＝サーンスがピアニストとして聴衆の前に初めて登場したのは11歳の時であるが、その50年目にあたる1896年に、長い音楽活動を祝うための記念コンサートがパリのサル・プレイエルで開かれた。同年の3月から4月にかけて作曲された第5番の協奏曲はその際に初演され、当時61歳だったサン＝サーンスがピアノ独奏を受け持った。楽譜は同年に出版されている。2台ピアノ版は献呈先のルイ・ディエメによって編曲された。
避寒先のカイロで書かれた第5番には、この国での見聞や、東方的でエキゾティックな雰囲気が反映されている。そのため、サン＝サーンスとしては珍しく、表題的な雰囲気を持った「絵画的な」協奏曲が生まれた。またここでサン＝サーンスは、ピアニストが大仰に振舞う巨匠型のピアノ協奏曲からは離れ、洗練された手法で地中海の空気を思わせる明朗な響きを構築している。
なお技巧的な問題からか、この曲が演奏される機会はあまり多くなく、世界初録音は1943年（草間加壽子のピアノ、尾高尚忠の指揮、東京交響楽団）のことであった。

## 楽器編成
独奏ピアノ、ピッコロ、フルート2、オーボエ2、クラリネット2、ファゴット2、ホルン4、トランペット2、トロンボーン3、ティンパニ、タムタム、弦五部。

## 構成
全3楽章構成で、演奏時間は約28分。
- 第1楽章 アレグロ・アニマート
ヘ長調、4分の3拍子、ソナタ形式。

シンプルな第1主題と、ニ短調でヘミオラが特徴的な第2主題は共にピアノに提示される。サン＝サーンスの作品によく見られることだが、提示部ではこれらの他にも多彩な楽想が現れる。

- 第2楽章 アンダンテ - アレグレット・トランクイッロ・クアジ・アンダンティーノ
ニ短調、4分の3拍子、三部形式。

『エジプト風』の愛称の由来となった楽章。三部形式を採っているが、主部の再現は短縮されている。両端部分はエキゾティックな情緒が濃く、第1楽章とのコントラストが鮮やかである。
中間部ではト長調、4分の2拍子に転じ、サン＝サーンスがナイル川で聴いたヌビアの愛の歌によるメロディが切々と歌われ、「コオロギやカエルの鳴き声」（サン＝サーンスによる）が聞かれる。後半にはガムランを思わせる響きも現れる。
メロディーに12度、長17度上（第3、第5倍音）の音を付加して特殊な効果を狙う部分があり、保守的な作曲家と思われているサン＝サーンスが行った音響実験として特筆される。

- 第3楽章 モルト・アレグロ
ヘ長調、4分の2拍子、自由なソナタ形式。

サン＝サーンスは「航海の楽しみ」と表現しており、船のプロペラの動きが模されているという。清新な響きはサン＝サーンスの特色の一つだが、このフィナーレはとりわけその傾向が強く現れている。16小節の導入の後、ピアノが軽快に第1主題を提示する。経過部の後、ト長調の第2主題が弦で提示され、ピアノが繰り返す。コデッタ主題もピアノが提示し、展開部はコデッタ主題が取り扱われて開始される。再現部の第1主題は新たな発展が見られ、その後は第2主題、コデッタが続く。最後はコデッタと第2主題によるコーダで締めくくる。
後に、この楽章のみ『練習曲 ヘ長調 作品111-6』としてピアノ独奏のために編曲された。